# 阿底提

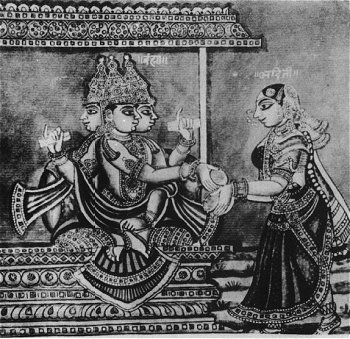
右邊的是阿底提

阿底提是印度神話中的神祇之一，父親一般認為是生主之一達剎，丈夫一般認為是另一生主迦葉波。阿底提和迦葉波生下的子女，不同的著作分別寫成7個或12個，這些子女統稱為阿底提耶，當中較著名的有密多羅及因陀羅等。由於阿底提耶都是天神，所以阿底提有時會被稱為天神之母。
阿底提、底提和檀奴都是達剎的女兒，均嫁迦葉波。阿底提的兒子是天神；底提和檀奴的兒子是天魔（阿修羅）。底提耶中最有名的是大魔王金座。